# Terthreutis
Terthreutis is een geslacht van vlinders van de familie bladrollers (Tortricidae), uit de onderfamilie Tortricinae.

## Soorten
- T. argentea (Butler, 1886)
- T. bulligera Meyrick, 1928
- T. duosticta Wileman & Stringer, 1929
- T. sphaerocosma Meyrick, 1918
- T. xanthocycla (Meyrick, 1938)